# Bill Grah
Bill Grah (* 24. Juni 1928 in Bergisch Gladbach als Wilhelm Josef Grah; † 17. September 1996 in Wien) war ein deutscher Jazzmusiker (Pianist und Vibraphonist), der überwiegend in Österreich tätig war.

## Leben und Wirken

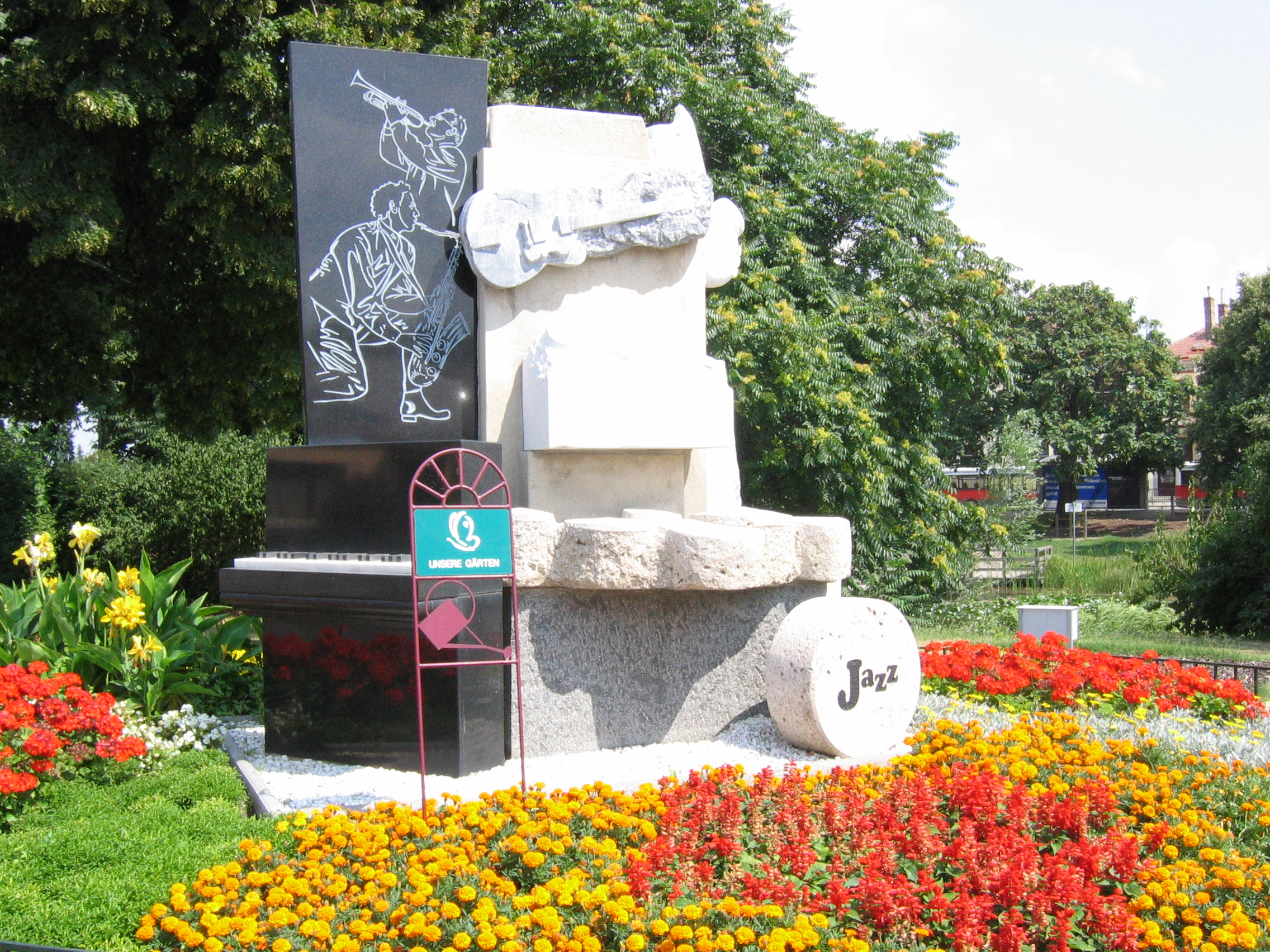
Die Jazzskulptur im Bill-Grah-Park in Wien-Essling

Der Sohn des Pianisten Willi Grah lernte ab 1936 Piano und spielte ab 1946 zusammen mit seinem jüngeren Bruder, dem Bassisten Heinz Grah, in einer eigenen Band, ab 1949 dann mit einem Quintett. Er lebte seit 1954 in Wien, wo er zunächst im Quartett von Oscar Klein und in der Band von Fatty George arbeitete. Mitte der 1950er-Jahre nahm er ein Album für Mod Records auf, A New Star from Germany. Ab 1959 trat er mit eigener Combo im Wiener Volksgarten auf, u. a. mit Toni Stricker und Udo Jürgens. Weiterhin spielte er mit Joe Zawinul, Oscar Peterson, Roy Eldridge, Teddy Wilson, Klaus Doldinger, Albert Mangelsdorff und nahm Platten mit Fatty George, Lionel Hampton, Bud Freeman, Wild Bill Davison/Barrelhouse Jazzband Vienna, Georg Kreisler und unter eigenem Namen auf. Er war Arrangeur und Komponist für Bühnen-, Fernseh- und Filmmusik und oftmals für Rundfunk und Fernsehen im Einsatz.
1955 kam er beim Down Beat Critics Poll auf den zweiten Platz. Nach ihm ist der Bill-Grah-Park in Wien-Essling benannt. 2000 wurde in dem Park eine von Leopold Grausam gestaltete Jazzskulptur enthüllt, die die wichtigsten Jazzinstrumente stilisiert. Dort befindet sich auch ein ihm gewidmeter Gedenkstein.

## Filmografie (Auswahl)
- 1962: Der Himmel kann warten (Fernsehfilm)

## Lexikalische Einträge
- Oesterreichisches Musiklexikon
- Reclams Jazzführer